# Farrum

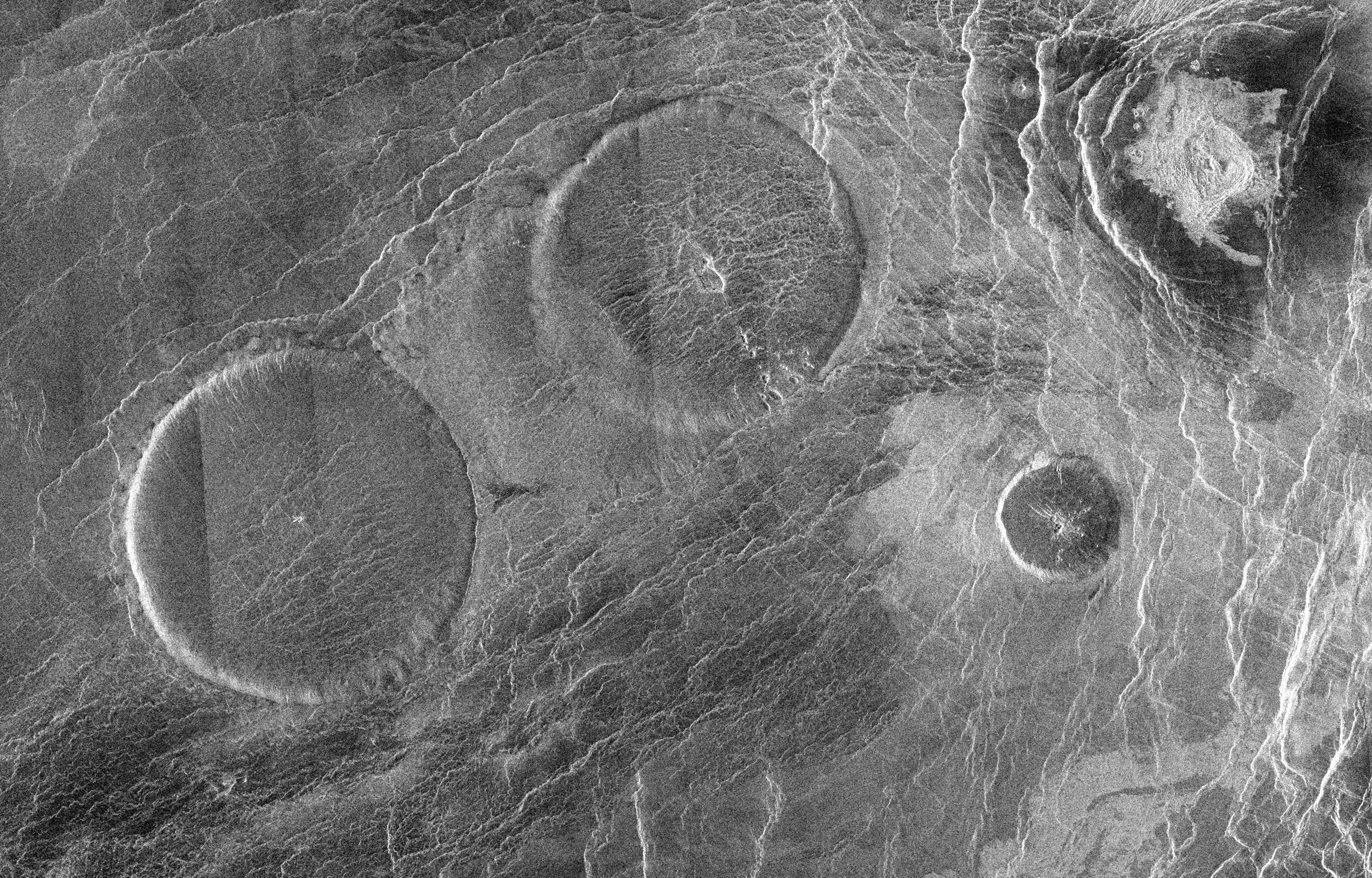
Carmenta Farra, au centre d'Eistla Regio, près du cratère Margarita.

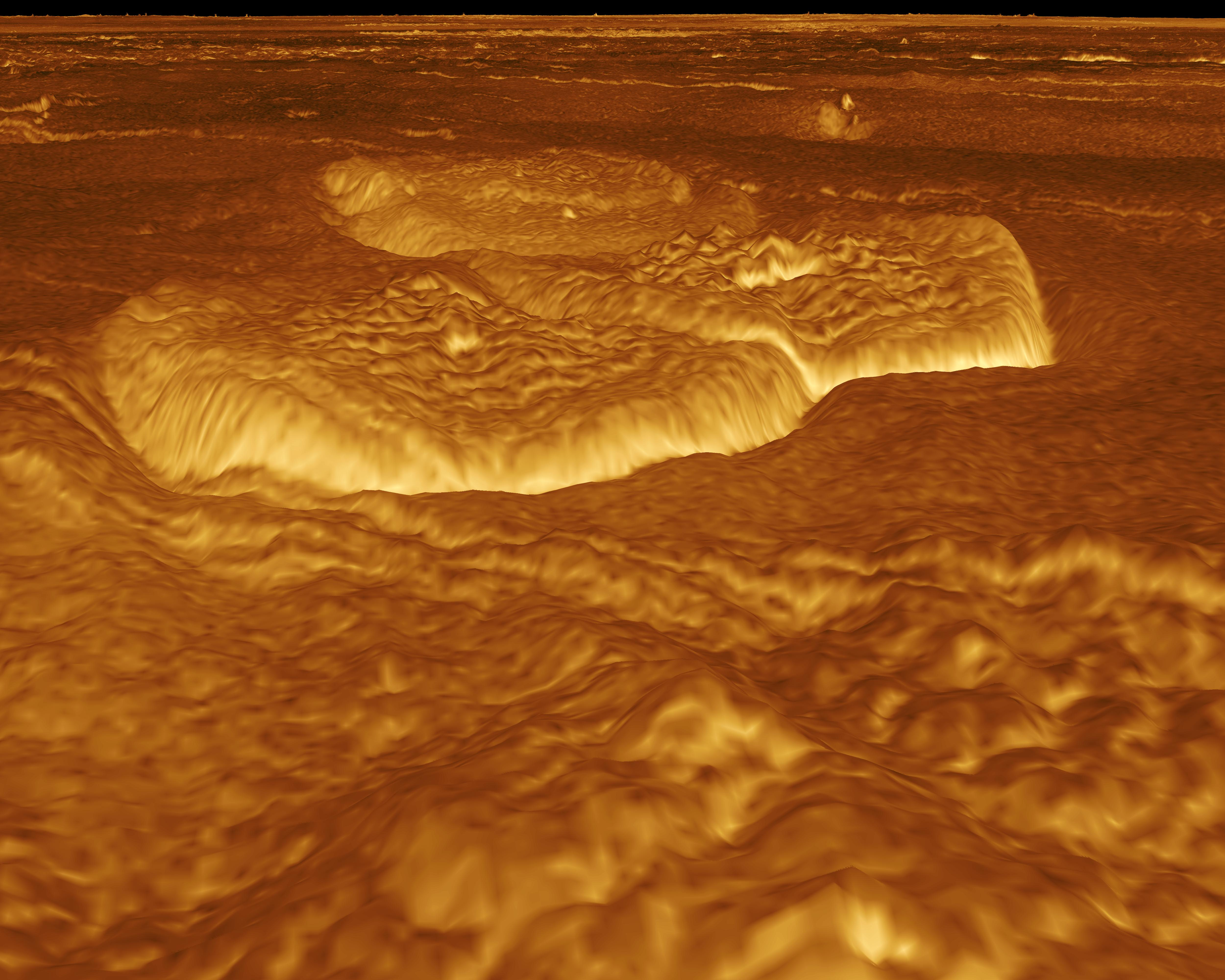
Simulation 3D des quatre « galettes » orientales de Seoritsu Farra, à l'est d'Alpha Regio, vues d'un point fictif situé à 2.4 km d'altitude par 30° S et 11,8° E.
Ces structures ont un diamètre d'environ 25 km et une hauteur atteignant 750 m.

Un farrum (pluriel farra, du latin far désignant le blé et, par extension, des galettes de blé) est une formation exogéologique spécifique à la planète Vénus. Il s'agit d'une désignation de nomenclature employée par l'UAI davantage qu'un terme géologique, relative aux formations très inhabituelles dites « en crêpe » ou parfois « en galette » — en anglais pancake domes, « dômes en crêpe » — qu'on pense résulter d'un épanchement volcanique ponctuel de lave très visqueuse, riche en silice, qui s'étend circulairement sur une ou deux dizaines de kilomètres de rayon avant de se solidifier.
Ce type de configuration ne se rencontre que sur Vénus — des données topographiques acquises à la surface de Titan par la sonde Cassini en 2008 ont invalidé l'interprétation initiale qui avait fait de Ganesa Macula un farrum cryovolcanique — et serait rendu possible par les conditions très particulières qui règnent à sa surface : à la fois très hautes pressions et très hautes températures.
Une interprétation alternative aujourd'hui relativement obsolète en avait fait les traces de soulèvements localisés de la surface à la suite de remontées magmatiques insinuées à travers des fissures, dans la mesure où on les observe préférentiellement à proximité des coronae en terrain fracturé.
L'UAI n'a recensé que neuf formations de ce type à la surface de Vénus (mais il en existe d'autres, demeurées anonymes) :
| Nom              | Coordonnées         | Extension |
| ---------------- | ------------------- | --------- |
| Aegina Farrum    | 35,5° N et 20,9° E  | 60 km     |
| Anget Farra      | 33,6° N et 311,5° E | 125 km    |
| Carmenta Farra   | 12,4° N et 8° E     | 180 km    |
| Egeria Farrum    | 4,6° N et 7,5° E    | 40 km     |
| Flosshilde Farra | 10,5° N et 279,4° E | 75 km     |
| Liban Farra      | 23,9° S et 353,5° E | 100 km    |
| Nammu Farra      | 2,3° N et 169,4° E  | 160 km    |
| Oshun Farra      | 4,2° N et 19,6° E   | 90 km     |
| Seoritsu Farra   | 30° S et 11° E      | 230 km    |